# ケネス・カウンダ

アメリカ合衆国のジミー・カーター大統領とカウンダ（1978年）

ケネス・デヴィッド・カウンダ（英語: Kenneth David Kaunda, 1924年4月28日 - 2021年6月17日）は、ザンビアの政治家。同国初代大統領（在任期間: 1964年 - 1991年）。
大統領在任中はジンバブエやアンゴラ、モザンビークといった周辺国の独立を支援したほか、南アフリカ共和国のアフリカ民族会議 (ANC)を支援した一方、国内では独裁体制が批判された。大統領を退任した1991年まで発行されていたザンビア・クワチャ紙幣に肖像が使用されていた。

## 概要
統一民族独立党の党首として一党制を敷き、外資、鉄道、鉱山などを国有化し社会主義的な経済政策を施行したが、1973年のオイルショック以降は深刻な経済危機に陥った。また、ここに1980年代の銅価格の下落が到来し、ザンビア経済は破綻寸前となり、一党制の廃止を行わざるを得なくなった。1991年には初の複数政党制による選挙が実施され、同年11月2日に初代大統領を引退した。
1999年には、政府によってザンビア国籍を紛失されたものの、翌年その決定は覆され、2021年、実に97歳まで生きた。

## 経歴
イギリス領だった北ローデシアで、マラウイ出身のスコットランド長老派教会の牧師の8番目の末っ子として生まれる。1951年、北ローデシアアフリカ民族会議が結成されるとそれに参加し、党の事務局長となったが、1958年離党。1960年に統一民族独立党 (UNIP) を結成し、独立運動を展開。1962年の選挙で過半数を獲得し、北ローデシア植民地政府首相となる。
1964年ザンビアが独立すると、統一民族独立党を率いてそのまま大統領に就任。経済的には、欧米資本に握られていた鉱山などを国有化し社会主義政策を進め、タンザニアのジュリウス・ニエレレ大統領とともに中華人民共和国の支援を得てタンザン鉄道の建設を行った。1970年代までは、主力である銅の輸出が好調だったため経済も潤っており、市民の支持を背景に独裁の傾向を強め、1972年には統一民族独立党以外のすべての政党を禁止し、一党独裁政治を行い、カウンダスーツと呼ばれる中国の人民服に似た服装を愛用した。外交面では、汎アフリカ主義の指導者の一人であり、南ローデシア（現在のジンバブエ）やアパルトヘイト体制下の南アフリカ共和国と対立してロバート・ムガベやネルソン・マンデラを支援するフロントライン諸国の議長の職をニエレレから引き継ぎ、1980年代からは南部アフリカ開発共同体の前身である南部アフリカ開発調整会議や東南部アフリカ市場共同体の前身である特恵貿易地域をルサカで設立する。
しかし、1980年代から銅の価格の暴落による経済の停滞と汚職問題に対する市民の不満が高まったため、1991年に民主化を行い、複数政党制による大統領選挙を実施。複数政党制民主主義運動(MMD)のフレデリック・チルバに敗れ、下野する。
1992年、カウンダは統一民族独立党の党首を辞任。与党MMDはカウンダを敵視し、国籍要件の変更によりカウンダの大統領選出馬を不可能にし、またさまざまな弾圧を行ったため、UNIPは1996年の選挙をボイコットした。1997年にクーデター未遂事件が起こり、MMDは容疑者としてカウンダを逮捕したものの、やがて釈放された。1999年に息子ウェジが殺害されたことをきっかけに、2000年に政界を引退。1986年に息子マシジョをエイズ関連の病気で亡くしていたこともあり、政界引退後はHIVウイルス感染防止活動を行った。2021年6月17日、首都ルサカにある入院先の病院で死去。97歳没。

## スポーツとの関係
カウンダは大統領在職時には国内経済の好況を背景にサッカーザンビア代表の強化に力を入れた。チームはカウンダ大統領のイニシャルに因んで「KKイレブン」と呼ばれていたが、大統領職を退いた後の1993年4月27日に代表チームを乗せた輸送機がガボン沖の大西洋上に墜落する航空事故が発生（ガボン航空惨事）し、選手18人を含む乗員乗客全員が死亡した。事故の一報を聞くとカウンダは感情を取り乱したといわれている。

## その他
2015年8月21日に日本で放送された『世界の村で発見!こんなところに日本人』にて現地に住む日本人の案内により、千原せいじがカウンダの家を訪ねている。